# Білупріу
Білупрі́у (кат. Vilopriu, вимова літературною каталанською ['βiłupɾ'iu]) - муніципалітет, розташований в Автономній області Каталонія, в Іспанії. Код муніципалітету за номенклатурою Інституту статистики Каталонії - 172327. Знаходиться у районі (кумарці) Баш-Ампурда (коди району - 10 та BM) провінції Жирона, згідно з новою адміністративною реформою перебуватиме у складі Баґарії (округи) Жирона. 

## Назва муніципалітету
Назва муніципалітету походить від лат. villa Hilperici, яке у свою чергу походить від власного германського імені.

## Населення
Населення міста (у 2007 р.) становить 187 осіб (з них менше 14 років - 15%, від 15 до 64 - 60,4%, понад 65 років - 24,6%). У 2006 р. народжуваність склала 0 осіб, смертність - 1 особа, зареєстровано 0 шлюбів. У 2001 р. активне населення становило 64 особи, з них безробітних - 1 особа.

Серед осіб, які проживали на території міста у 2001 р., 137 народилися в Каталонії (з них 75 осіб у тому самому районі, або кумарці), 6 осіб приїхало з інших областей Іспанії, а 9 осіб приїхало з-за кордону. 

Вищу освіту має 16,1% усього населення. 

У 2001 р. нараховувалося 67 домогосподарств (з них 34,3% складалися з однієї особи, 32,8% з двох осіб,13,4% з 3 осіб, 13,4% з 4 осіб, 3% з 5 осіб, 3% з 6 осіб, 0% з 7 осіб, 0% з 8 осіб і 0% з 9 і більше осіб).

Активне населення міста у 2001 р. працювало у таких сферах діяльності : у сільському господарстві - 25,4%, у промисловості - 9,5%, на будівництві - 9,5% і у сфері обслуговування - 55,6%. 

 У муніципалітеті або у власному районі (кумарці) працює 45 осіб, поза районом - 34 особи.

### Безробіття
У 2007 р. нараховувалося 8 безробітних (у 2006 р. - 4 безробітних), з них чоловіки становили 50%, а жінки - 50%.

## Економіка

### Підприємства міста

#### Промислові підприємства
| \| Промислові підприємства міста, за сферою діяльності \| Промислові підприємства міста, за сферою діяльності \| Промислові підприємства міста, за сферою діяльності \| \| Рік \| 2002 р. \| 2001 р. \| \| --------------------------------------------------- \| --------------------------------------------------- \| --------------------------------------------------- \| \| Енергетичні та водні ресурси \| 25% \| 25% \| \| Хімія та метали \| 0% \| 0% \| \| Переробка металів \| 0% \| 0% \| \| Продукти харчування \| 25% \| 25% \| \| Текстиль \| 0% \| 0% \| \| Виробництво меблів, видання \| 50% \| 50% \| \| Інше \| 0% \| 0% \| \| Усього підприємств \| 4 \| 4 \| |         |         |
| Промислові підприємства міста, за сферою діяльності |         |         |
| Рік | 2002 р. | 2001 р. |
| Енергетичні та водні ресурси | 25%     | 25%     |
| Хімія та метали | 0%      | 0%      |
| Переробка металів | 0%      | 0%      |
| Продукти харчування | 25%     | 25%     |
| Текстиль | 0%      | 0%      |
| Виробництво меблів, видання | 50%     | 50%     |
| Інше | 0%      | 0%      |
| Усього підприємств | 4       | 4       |

#### Сфера послуг
| \| Підприємства міста, що працюють у сфері послуг, за діяльністю \| Підприємства міста, що працюють у сфері послуг, за діяльністю \| Підприємства міста, що працюють у сфері послуг, за діяльністю \| \| Рік \| 2002 р. \| 2001 р. \| \| ------------------------------------------------------------- \| ------------------------------------------------------------- \| ------------------------------------------------------------- \| \| Гуртова торгівля \| 11,1% \| 12,5% \| \| Готелі та готельний бізнес \| 33,3% \| 37,5% \| \| Транспорт та зв'язок \| 11,1% \| 25% \| \| Посередницькі фінансові послуги \| 0% \| 0% \| \| Послуги підприємствам \| 0% \| 0% \| \| Послуги фізичним особам \| 33,3% \| 25% \| \| Нерухомість та ін. \| 11,1% \| 0% \| \| Усього підприємств \| 9 \| 8 \| |         |         |
| Підприємства міста, що працюють у сфері послуг, за діяльністю |         |         |
| Рік | 2002 р. | 2001 р. |
| Гуртова торгівля | 11,1%   | 12,5%   |
| Готелі та готельний бізнес | 33,3%   | 37,5%   |
| Транспорт та зв'язок | 11,1%   | 25%     |
| Посередницькі фінансові послуги | 0%      | 0%      |
| Послуги підприємствам | 0%      | 0%      |
| Послуги фізичним особам | 33,3%   | 25%     |
| Нерухомість та ін. | 11,1%   | 0%      |
| Усього підприємств | 9       | 8       |

## Житловий фонд
У 2001 р. 1,5% усіх родин (домогосподарств) мали житло метражем до 59 м², 9% - від 60 до 89 м², 20,9% - від 90 до 119 м² і
68,7% - понад 120 м².

З усіх будівель у 2001 р. 20,7% було одноповерховими, 79,3% - двоповерховими, 0
% - триповерховими, 0% - чотириповерховими, 0% - п'ятиповерховими, 0% - шестиповерховими,
0% - семиповерховими, 0% - з вісьмома та більше поверхами.

## Автопарк
| \| Автомобілі, зареєстровані у місті, за призначенням \| Автомобілі, зареєстровані у місті, за призначенням \| Автомобілі, зареєстровані у місті, за призначенням \| \| Рік \| 2006 р. \| 2005 р. \| \| -------------------------------------------------- \| -------------------------------------------------- \| -------------------------------------------------- \| \| Приватні автомобілі \| 54% \| 56,4% \| \| Мотоцикли \| 13% \| 12,9% \| \| Вантажівки \| 29% \| 27,7% \| \| Трактори \| 0,5% \| 0,5% \| \| Автобуси та ін. \| 3,5% \| 2,5% \| \| Усього автомобілів \| 200 шт. \| 202 шт. \| |         |         |
| Автомобілі, зареєстровані у місті, за призначенням |         |         |
| Рік | 2006 р. | 2005 р. |
| Приватні автомобілі | 54%     | 56,4%   |
| Мотоцикли | 13%     | 12,9%   |
| Вантажівки | 29%     | 27,7%   |
| Трактори | 0,5%    | 0,5%    |
| Автобуси та ін. | 3,5%    | 2,5%    |
| Усього автомобілів | 200 шт. | 202 шт. |

## Вживання каталанської мови
У 2001 р. каталанську мову у місті розуміли 100% усього населення (у 1996 р. - 99,4%), вміли говорити нею 95,9% (у 1996 р. - 
95,6%), вміли читати 95,3% (у 1996 р. - 94,9%), вміли писати 61,5
% (у 1996 р. - 63,9%). Не розуміли каталанської мови 0%.

## Політичні уподобання
У виборах до Парламенту Каталонії у 2006 р. взяло участь 99 осіб (у 2003 р. - 101 особа). Голоси за політичні сили розподілилися таким чином:
| \| Вибори до Парламенту Каталонії \| Вибори до Парламенту Каталонії \| Вибори до Парламенту Каталонії \| \| Рік \| 2006 р. \| 2003 р. \| \| -------------------------------------- \| ------------------------------ \| ------------------------------ \| \| Конвергенція та Єднання (CiU) \| 40,4% \| 37,6% \| \| Соціалістична партія Каталонії (PSC) \| 18,2% \| 22,8% \| \| Народна партія (PP) \| 5,1% \| 6,9% \| \| Ініціатива за Каталонію — Зелені (ICV) \| 6,1% \| 0% \| \| Республіканська лівиця Каталонії (ERC) \| 25,3% \| 32,7% \| \| Громадяни — Громадянська партія (C's) \| 1% \| 0% \| \| Інші \| 4% \| 0% \| |         |         |
| Вибори до Парламенту Каталонії |         |         |
| Рік | 2006 р. | 2003 р. |
| Конвергенція та Єднання (CiU) | 40,4%   | 37,6%   |
| Соціалістична партія Каталонії (PSC) | 18,2%   | 22,8%   |
| Народна партія (PP) | 5,1%    | 6,9%    |
| Ініціатива за Каталонію — Зелені (ICV) | 6,1%    | 0%      |
| Республіканська лівиця Каталонії (ERC) | 25,3%   | 32,7%   |
| Громадяни — Громадянська партія (C's) | 1%      | 0%      |
| Інші | 4%      | 0%      |